# EVANGELION ETERNALLY
「EVANGELION ETERNALLY」（エヴァンゲリオン・エターナリー）は、高橋洋子の30枚目のシングル。2023年5月10日にSONIC BLADEから発売された。

## 概要
- KING AMUSEMENT CREATIVE内にSONIC BLADEレーベルが設立されてから初めて発売されたシングルで、前作「残酷な天使のテーゼ MATSURI SPIRIT」から3年10ヶ月ぶりのリリースである。
- 2019年5月22日発売のミニアルバム『EVANGELION EXTREME』より収録曲は多いが、シングルという扱いになっている[1]。
- 先着特典としてジャケットイラストを使用したステッカーが配布された[1]。
- カップリングには、高橋がこれまでに配信限定シングルとしてリリースした3曲が収録されている。

## 収録曲
1. 罪と罰 祈らざる者よ [4:13]
作詞：高橋洋子、作曲・編曲：大森俊之
2. Teardrops of hope [4:04]
作詞・作曲：高橋洋子、編曲：大森俊之
3. Final Call [4:50]
作詞：高橋洋子、作曲：和田昌哉、編曲：和田昌哉・MANABOON
4. what if? [5:45]
作詞：Mike Wyzgowski、作曲：鷺巣詩郎、編曲：CHOKKAKU・鷺巣詩郎
5. 罪と罰 祈らざる者よ Off Vocal Ver. [4:11]
6. Teardrops of hope Off Vocal Ver. [4:04]
7. Final Call Off Vocal Ver. [4:47]
8. what if? Off Vocal Ver. [5:43]

## 楽曲解説

### 罪と罰 祈らざる者よ
- バンダイナムコの『シン・ジャパン・ヒーローズ・ユニバース × バンダイナムコ』のプロモーションソングである[2]。エヴァンゲリオンシリーズとしてのタイアップは付いていないが、エヴァンゲリオンシリーズの関連曲という扱いになっている[3]。
- 高橋と大森俊之の2人での制作を依頼されて楽曲制作が始まった[3]。歌詞は「残酷な天使のテーゼ」や「魂のルフラン」と同じく母性をテーマにしており、加えて祈りもテーマにしている[3]。
- Nintendo Switch用ゲーム『太鼓の達人 ドンダフルフェスティバル』に有料追加コンテンツとして配信された[4]。

### Teardrops of hope
- 2022年12月19日にSONIC BLADEから配信限定シングルとして発売された。
- 2022年12月19日にフィールズから発売された『Pゴジラ対エヴァンゲリオン 〜G細胞覚醒〜』のイメージソングとして制作された[5]。
- 「新しい星」以来7年ぶりの高橋自身が作曲した楽曲である[6]。
- 一人の少女が希望を持って立ち上がって生きていくことをイメージした楽曲のため、制作当初は「The Girl」というタイトルが付けられていた[6]。しかし、「teardropsという単語をタイトルに入れてほしい」という依頼があり変更となった[6]。英語歌詞という依頼もあり、高橋の娘の協力を得ながら歌詞を作成した[6]。
- ジャケットには、宙に浮かぶ綾波レイが月に照らされている姿が描かれている[7]。

#### 収録曲
1. Teardrops of hope [4:04]
作詞・作曲：高橋洋子、編曲：大森俊之
2. Teardrops of hope off vocal ver. [4:04]

### Final Call
- 2021年12月20日にSONIC BLADEから配信限定シングルとして発売された。
- 2021年12月20日にフィールズから発売された『P新世紀エヴァンゲリオン 〜未来への咆哮〜』のイメージソングとして制作された[8]。
- ジャケットは『エヴァンゲリオンANIMA』に登場するエヴァンゲリオン最終号機がモチーフとなっている[9]。
- 制作は高橋が『シン・エヴァンゲリオン劇場版𝄇』の内容を知らされていなかったが[10]、エヴァンゲリオンシリーズの完結を意識した楽曲を制作したいという思いから「Final Call」というタイトルが付けられた[10]。
- Spotifyでは高橋によるボイスコメントも配信されている[11]。

#### 収録曲
1. Final Call [4:57]
作詞：高橋洋子、作曲：和田昌哉、編曲：和田昌哉・MANABOON
2. Final Call Off Vocal [4:57]

### what if?
- 2021年8月31日にSONIC BLADEから配信限定シングルとして発売された。『シン・エヴァンゲリオン劇場版𝄇』がAmazon Prime Videoにて全世界配信されたことを記念してリリースされた[12]。
- 『シン・エヴァンゲリオン劇場版𝄇』にて使用された「what if?: orchestra, choir and piano」のボーカルバージョンである[13]。オリジナルは合唱曲となっており、高橋も合唱のメンバーとして参加している[13]。オリジナルの録音と同時に高橋によるボーカルバージョンも録音している[13]。
- スペシャルなイントロを加えたプレミア版も配信されると告知されており[14]、2023年3月8日に発売された『シン・エヴァンゲリオン劇場版𝄇』のBlu-rayのキンクリ堂購入特典として付属された『EVANGELION:3.0+1.0 THRICE UPON A TIME original sound track』に「What If? – memorial vocal」として収録された[15]。配信シングルとしては2023年現在も未配信となっている。

#### 収録曲
1. what if? [5:42]
作詞：Mike Wyzgowski、作曲：鷺巣詩郎、編曲：CHOKKAKU・鷺巣詩郎

## 参加ミュージシャン
| 罪と罰 祈らざる者よ      | 罪と罰 祈らざる者よ            |
| ------------------------ | ------------------------------ |
| ギター                   | 是永巧一                       |
| コーラス                 | 石塚勇、たかはしごう、高橋洋子 |
| レコーディングエンジニア | ueken@mac.com                  |
| ミキシングエンジニア     | ueken@mac.com                  |
| マスタリングエンジニア   | 瀧口博達                       |
| Teardrops of hope        |                                |
| ストリングス             | 吉田宇宙ストリングス           |
| ギター                   | 是永巧一                       |
| レコーディングエンジニア | ueken@mac.com                  |
| ミキシングエンジニア     | ueken@mac.com                  |
| マスタリングエンジニア   | 瀧口博達                       |
| Final Call               |                                |
| プログラミング           | 和田昌哉                       |
| キーボード               | 和田昌哉                       |
| ピアノ                   | MANABOON                       |
| シンセベース             | MANABOON                       |
| ストリングス             | MANABOON                       |
| コーラス                 | 高橋洋子、和田昌哉             |
| レコーディングエンジニア | ueken@mac.com                  |
| ミキシングエンジニア     | 大西慶明                       |
| SE                       | 野口透                         |
| マスタリングエンジニア   | 瀧口博達                       |
| what if?                 |                                |
| コーラス                 | Gina Foster、Derek Green       |
| プログラミング           | CHOKKAKU                       |
| ローズピアノ             | 中西康晴                       |
| エレクトリックギター     | 今剛                           |
| ストリングス             | The London Studio Orchestra    |
| ハープ                   | Skaila Kanga                   |
| マスタリングエンジニア   | Herb Powers Jr.、瀧口博達      |

## 収録アルバム
| 曲名     | バージョン     | アルバム                                                       | 発売日       | 規格品番      | トラック番号 |
| -------- | -------------- | -------------------------------------------------------------- | ------------ | ------------- | ------------ |
| what if? | memorial vocal | 『EVANGELION:3.0+1.0 THRICE UPON A TIME original sound track』 | 2023年3月8日 | NKCD-10501〜2 | Disc2-#18    |

## スタッフクレジット
| カバーイラスト               | 山下いくと                   |
| インナーイラスト             | 錦織敦史                     |
| アートワーク                 | 市古斉史（TGB design.）      |
| アートワークコーディネーター | 鎌野友理子（キングレコード） |
| プロデューサー               | 島居理恵                     |
| A&Rディレクター              | 島居理恵                     |
| プロモーター                 | 海藤由子（キングレコード）   |
| セールスプロモーター         | 茂呂奈津子（キングレコード） |